# 重力理論史
在物理學上，重力理論描述一種使有質量的物體移動的作用力的假設。從古至今有多種關於重力的理論。

## 古代
在古代和中世纪，万有引力被认为是位置的一种性质，而不是物质的性质。
从公元前4世纪的希腊哲学家亚里士多德起，历史上对万有引力就有着众多的猜想或解释。亚里士多德认为没有起因就没有结果，因此没有力的作用的运动是不存在的。他推断在水晶球模型中，所有物体都有朝它们正确的位置靠近的趋势，并且物体按他们自身的重量的比例向地球的中心坠落。
数学家 和 天文学家 印度 Brahmagupta (c.598 – C. 668 d . C.）首先使用术语“gurutvākarṣaṇam (गुरुत्वाकर् षणम्)”来描述它：
11 世纪的波斯博学者阿尔比鲁尼 (Al-Biruni) 提出天体具有质量、重量和引力，就像地球一样。 他批评亚里士多德和伊本西纳都持有只有地球具有这些特性的观点。  12 世纪的学者 Al-Khazini 提出，物体所含的引力取决于它与宇宙中心的距离

## 近代
17世纪起，科学家把重力看作是物质的一个属性。一个物体吸引另一个物体的力量大小，视物体所含物质的多少和隔开它们的距离而定，这种力量是相互作用的。哥白尼认为重力是物质集聚的一种方式，重力的中心是一个几何性质的点。
1600年威廉·吉尔伯特提出磁力可能是维持太阳系存在的原理。他设想重力就是地球这块庞大磁石作用于周围物体的磁力，而且遍及整个太阳系，成为宇宙的外膜。吉尔伯特证明，磁石对一块铁的吸力大小视磁石的大小而定，磁石越大，对铁块的吸力也越大。而且吸引是互相作用的，磁石吸铁，铁也同样吸引磁石。他的研究为近代引力观念提供了一个模型。重力的中心并不是什么几何点，而是具体的一堆物质，它的力量随着物质数量的增加而增加。开普勒发展了吉尔伯特的重力观念，他假定重力是和磁力类似的东西，是同性物体之间的一种相互感应，这种力视物体的大小而定。
1600年代，受肯迪的想法所影響，羅伯特·虎克解釋了他的天體重力定律：所有的物體都被與其本身質量成正比且與其跟太陽間的距離成平方反比的力拉向太陽。
在这些基础上，英国数学家艾萨克·牛顿爵士于1687年发表了著名的《自然哲学的数学原理》一书，第一次把使天體運行的重力與使物體墜地的重力統合而提出了万有引力定律。他写道：“我推断这种使行星围绕既定轨道运动的力一定与它们与绕轴转动中心的距离平方成反比；而依此将使月球围绕她的轨道运动的力与地表的重力进行比较之后，发现它们的结果是如此的接近。”绝大多数现代非相对论性万有引力的计算都赖以牛顿当年的工作。

### 万有引力定律
1687年，牛顿在他的《自然哲学的数学原理》一书中发表了万有引力定律。牛顿的万有引力定律的陈述如下：

宇宙中每个质点都以一种力吸引其他各个质点。这种力与各质点的质量的乘积成正比，与它们之间距离的平方成反比。

（Every particle in the universe attracts every other particle with a force that is directly proportional to the product of their masses and inversely proportional to the square of the distance between them.）
如果这些质点具有质量m1、m2，并且在它们之间具有距离r（它们质心的连线长度），它们之间以万有引力相互作用的量值如下：
{\displaystyle F=G{\frac {m_{1}m_{2}}{r^{2}}}}
G是重力常数，目前的公認值是G=6.67428×10^-11 (m^3/(kg·s^2))。
注：只有当两个物体之间的距离远大于物体的几何尺寸时，物体可以近似看作质点，这个公式才是适用的。否则应当把物体分割为足够小的质点，两两之间计算引力，而后进行积分。
重力的单位為牛顿或達因，在MKS制中，1公斤的物体在地球表面的重量大约是{\displaystyle 9.8kg\cdot m\cdot s^{-2}}。CGS制中，1克的物体在地球表面的重量大约是重{\displaystyle 980g\cdot cm\cdot s^{-2}}